# جوليو بريستيس
جوليو بريستيس (بالبرتغالية: Júlio Prestes de Albuquerque) رئيس البرازيل لم يستلم المنصب رسمياً، خلفاً للرئيس واشنطن لويس بيريرا دي سوزا عام 1930. لكن الجيش انقلب عليه ونصب جيتوليو فارجاس بمنصب الرئيس.

## روابط خارجية
- جوليو بريستيس على موقع الموسوعة البريطانية (الإنجليزية)